# Infiorate di Spello

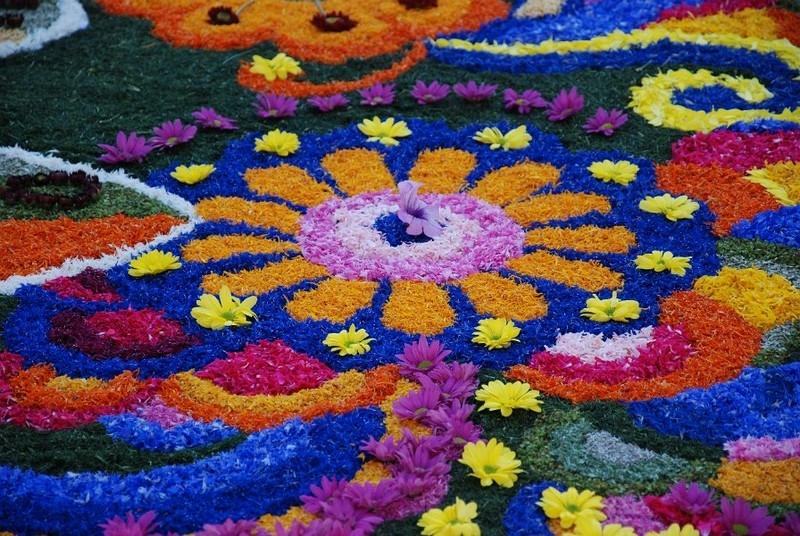
Infiorate di Spello (particolare).

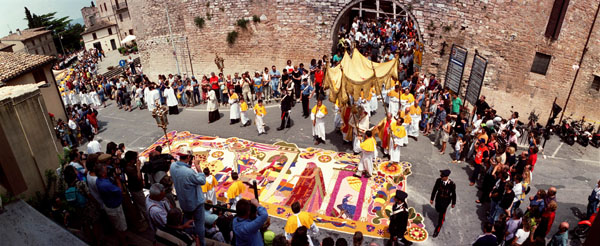
Spello: processione del Corpus Domini sulle infiorate.

Le infiorate di Spello sono una manifestazione che si svolge ogni anno nella cittadina umbra in occasione della festività del Corpus Domini (nona domenica dopo la Pasqua). Gli infioratori lavorano tutto l'anno per realizzare tra il sabato pomeriggio e la domenica mattina di quella festività, tappeti e quadri floreali che si snodano per le vie del centro storico, destinati ad onorare il passaggio del Corpo di Cristo, portato in processione dal vescovo. Il risultato è un percorso di circa 1,5 km caratterizzato dall'alternarsi di quadri floreali straordinariamente espressivi e raffinati.
(Steve McCurry, 2013)

## Storia

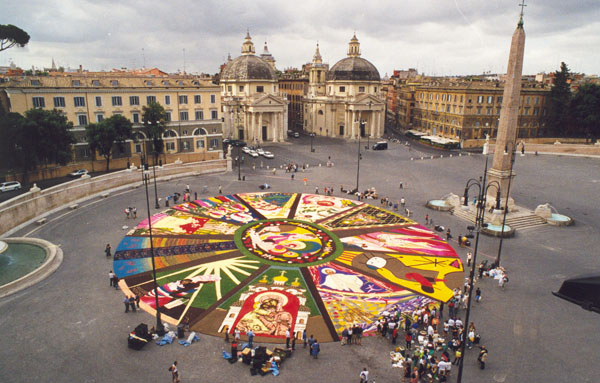
Infiorata in Piazza del Popolo a Roma, per il Giubileo (2000)

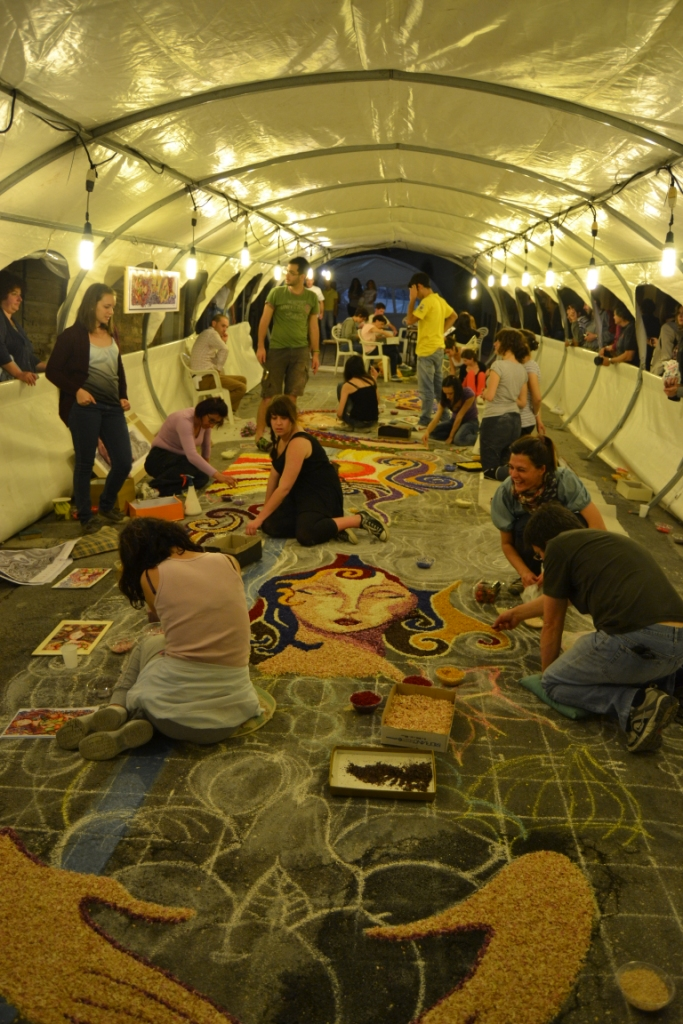
Infioratori di Spello all'opera

L'usanza di onorare la divinità con lanci di materiale floreale o realizzazione a terra di composizioni floreali si perde nella notte dei tempi ed è patrimonio di tutte le comunità umane, ma a Spello questa tradizione, che si canalizzò nel lanciare, poi posare a terra ad arte elementi floreali in occasione di eventi religiosi, è documentata per la prima volta il 15 giugno 1602 in un registro contabile dell'archivio storico della collegiata di Santa Maria Maggiore: «Item ho speso per fare buttare nella chiesa li fiori il giorno del Santissimo Sacramento libre sette e mezzo; [...] Item ho speso per fare nettare la piazza in tale giorno libre quindici». Le testimonianze iconografiche relative alle infiorate a Spello risalgono invece ai primi del '900: Benvenuto Crispoldi (1886-1923), pittore nonché primo sindaco socialista di Spello, raffigurò in un suo dipinto il passaggio della processione del Corpus Domini sull'infiorata.

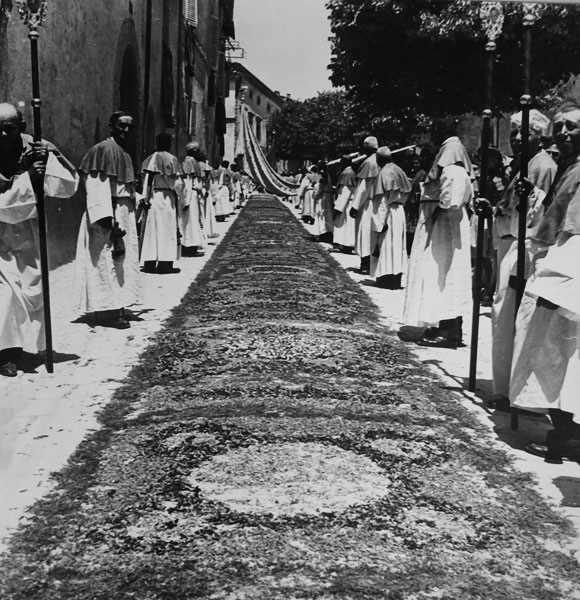
Infiorate di Spello (foto d'epoca).

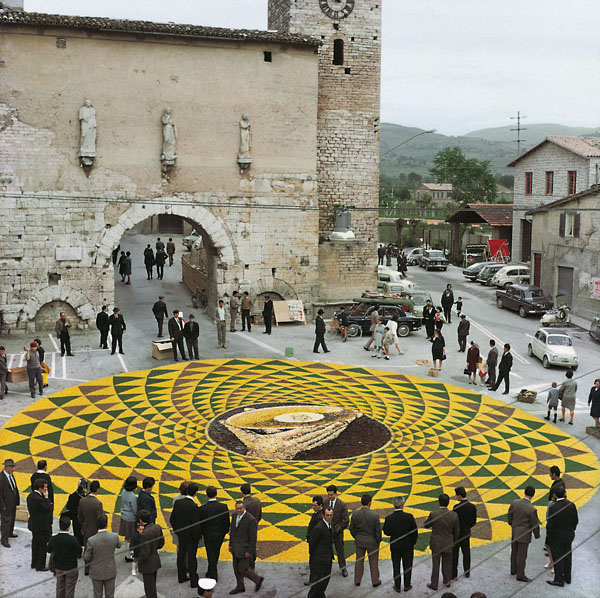
Infiorate di Spello anni '70.

Con il raffinamento della tecnica, quello che era un lungo percorso di tappeti di fiori senza soluzione di continuità si è andato nel tempo spezzando favorendo la nascita di gruppi distinti di infioratori che realizzavano composizioni più grandi nei tratti in cui la sede stradale lo permetteva, alla ricerca di una sempre maggiore perfezione formale e nello sforzo di comunicare anche messaggi religioso-sociali più complessi. A partire dagli anni '60 i tappeti floreali, realizzati secondo schemi geometrici e con una parte figurativa centrale in cui spiccavano quasi esclusivamente i simboli legati al Corpus Domini, hanno subito un'evoluzione che ha portato verso la fine degli anni '80 alla predominanza del disegno centrale che ora è diventato quasi unico protagonista.

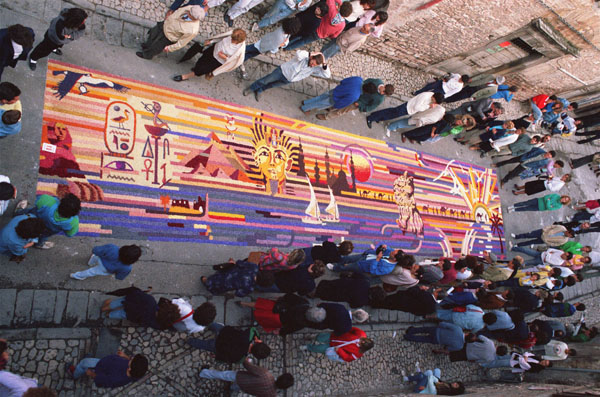
Infiorata di Spello: Fuga dall'Egitto (1987).

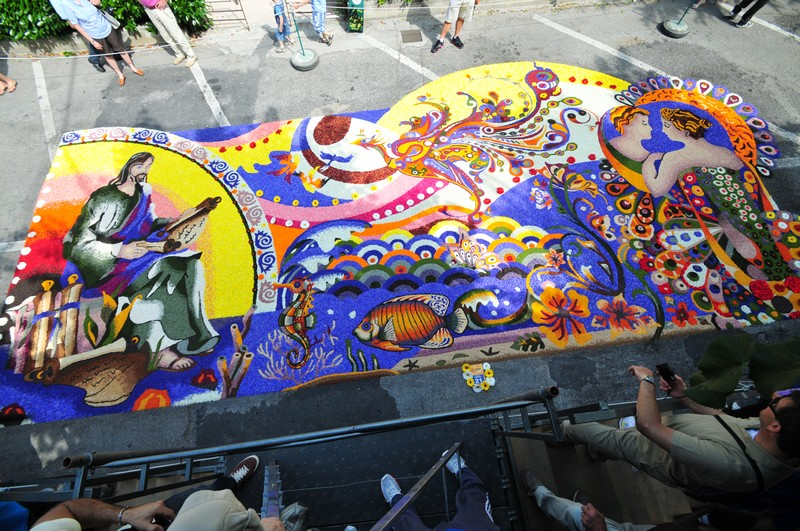
Infiorata di Spello (2012).

Le infiorate, veri e propri quadri colorati con petali di fiori, hanno così raggiunto livelli di elevata difficoltà tecnica che spesso si è coniugata con l'espressione e l'interpretazione di temi religioso-sociali tali da richiedere da parte degli infioratori non solo un'attenta progettazione, ma anche uno studio e approfondimenti di tipo filosofico e storico-artistico. L'impegno che gli infioratori hanno profuso nell'evoluzione in senso artistico della loro manifestazione ha tratto grande stimolo dal concorso che dagli anni '60 è stato indetto per stabilire il tappeto più bello di ogni edizione. I primi concorsi, in maniera assolutamente informale, furono organizzati dai priori delle due collegiate spellane, Santa Maria Maggiore e San Lorenzo Martire; successivamente nel 1962, con il contributo dell'associazione Pro Loco presieduta dall'eminente prof. Giacomo Prampolini, il concorso, che tuttora viene indetto, è divenuto un corollario importante alla festa del Corpus Domini. Il premio era ed è la statua in bronzo del poeta Sesto Properzio, poeta latino di cui si contendono i natali le città di Spello e Assisi, che il gruppo vincitore conserva fino all'edizione successiva. La fama delle Infiorate di Spello ha varcato i confini regionali e nazionali e spesso gli infioratori sono stati chiamati a realizzare infiorate per eminenti personaggio (Sandro Pertini, Giovanni Paolo II, Oscar Luigi Scalfaro) e hanno avuto l'onore di portare la loro arte in luoghi altamente simbolici come Betlemme e Lourdes.
Dal 2002 gli infioratori di Spello si sono organizzati in maniera autonoma e hanno costituito l'associazione Le infiorate di Spello  con il compito di organizzare la manifestazione e il concorso e promuovere l'evento. L'associazione è composta da una base sociale che nel corso dei primi 10 anni di attività ha sfiorato i 1000 soci, e vede tra i suoi organi l'assemblea generale dei soci, l'assemblea dei maestri infioratori (l'insieme dei rappresentanti dei 40 gruppi che realizzano le infiorate) e un consiglio direttivo formato da 11 membri: 7 infioratori eletti dai maestri infioratori, un rappresentante del sindaco di Spello, 1 rappresentante dell'Istituto Comprensivo di Spello, 1 rappresentante della Pro Loco – IAT e 1 rappresentante delle Insigni Collegiate di Santa Maria Maggiore e San Lorenzo Martire.
Nel 2017 la manifestazione ha ricevuto quale riconoscimento la Medaglia di Rappresentanza del Presidente della Repubblica Italiana; l'anno seguente è stata inserita tra gli eventi italiani dell'Anno europeo del patrimonio culturale.

## Tecnica
A differenza di altre manifestazioni simili, gli infioratori di Spello realizzano a terra gli splendidi tappeti usando fiori freschi raccolti in natura, eventualmente essiccati. È consentito l'uso di parti vegetali diverse dal fiore (in particolare, foglie e bacche) ma in misura inferiore alla componente floreale. È vietato l'utilizzo di legno in qualsiasi forma e di ogni tipo di materiale sintetico. Il fiore può essere adoperato intero ma nella maggior parte dei casi si usano i petali, accuratamente separati dalla corolla sia freschi che essiccati, a volte sminuzzati ma non resi polvere. Così anche le foglie possono essere utilizzate fresche o secche e sminuzzate, ma non polverizzate. L'essiccazione deve avvenire al sole in maniera naturale. Questi materiali vegetali rappresentano i colori con cui vengono realizzati i vari tappeti e vengono meticolosamente raccolti e preparati nella fase detta capatura dagli infioratori a partire da mesi prima della manifestazione.
Il disegno su strada può essere tracciato con il gesso a terra con la tecnica della quadrettatura oppure disegnato su carta poi incollata al suolo permettendo la realizzazione di opere più grandi e più complesse. Le raffigurazioni, ispirate a tematiche religiose della cristianità, sono costituite da figure piane, bidimensionali, in cui è ricercabile un effetto tridimensionale esclusivamente tramite l'utilizzo di tecniche prospettiche, cromatiche e di stratificazione dei fiori e delle specie vegetali spontanee conseguita per mera sovrapposizione, senza l'uso di collanti. Le opere devono avere una lunghezza minima di 12 metri, nel caso dei tappeti, o una superficie di almeno 24 metri quadrati, nel caso dei quadri. La differenza tra quadri e tappeti si basa sulle dimensioni ma anche sulla composizione: nei quadri la parte figurativa interessa tutta la superficie infiorata, mentre nei tappeti la parte figurativa rimane al centro della composizione che è preceduta e seguita da disegni geometrici e decorazioni ripetitive sempre realizzati con petali di fiori. Nel 1989 le Poste italiane hanno dedicato un francobollo da 400 lire alle infiorate di Spello.

## Infiorate speciali a Spello e nel mondo
- 1985 – Spello: visita del presidente della Repubblica Italiana, Sandro Pertini
- 1986 – Perugia: visita di papa Giovanni Paolo II
- 1993 – Foligno: visita di papa Giovanni Paolo II
- 1993 – Assisi: consegna dell'olio per la lampada votiva in occasione della festività di Francesco d'Assisi
- 1994 – Spello: visita del presidente della Repubblica Italiana, Oscar Luigi Scalfaro
- 2000 – Roma: infiorata a piazza del Popolo per il Giubileo del 2000
- 2000 – Betlemme: infiorata in piazza della mangiatoia per "L'Italia per Betlemme"
- 2002 – Cles: infiorata
- 2002 – Fabriano: Concorso europeo tra le città delle infiorate (1º premio agli infioratori di Spello)
- 2003 – Bruxelles: infiorata in occasione del semestre di presidenza italiana dell'Unione europea
- 2006 – Padova: manifestazione nazionale della Confederazione italiana agricoltori
- 2008 – Lourdes: infiorata di 334 m², realizzata insieme ad altri infioratori italiani, per il festeggiamento dei 150 anni dall'apparizione mariana
- 2012 – Venezia: 3ª Conferenza internazionale sulla decrescita
- 2013 – Spello (24 giugno): Infiorata per il concorso europeo "Entente Florale Europe" con Spello candidata italiana per la categoria "Comuni"
- 2013 - Assisi (4 ottobre): visita di papa Francesco
- 2014 - Roma (29 giugno): infiorata in piazza Pio XII per il V Congresso Internazionale delle Arti Effimere
- 2015 – Spello (5 luglio): Infiorata nella chiesa di Santa Maria Maggiore in onore dell'arcivescovo titolare di Spello, monsignor Piergiorgio Bertoldi
- 2015 – Milano (20 ottobre): Infiorata lungo la via del Cardo a Expo 2015, con I borghi più belli d'Italia e Regione Umbria
- 2016 – Assisi (4 agosto): visita di papa Francesco alla Porziuncola della basilica di Santa Maria degli Angeli
- 2017 – Spello (19 maggio): visita del presidente della Repubblica Italiana, Sergio Mattarella, alla Villa dei Mosaici
- 2018 – Spello (24 marzo): inaugurazione Villa dei Mosaici
- 2018 – Assisi (4 ottobre): festività di Francesco d'Assisi patrono d'Italia, in collaborazione con l'Associazione Nazionale Città dell'Infiorata
- 2022 - Sanremo (15 aprile): infiorata "musicale" di fronte al Teatro Ariston in occasione di Pasqua in Fiore, in collaborazione con Sanremo On e Comune di Sanremo[9]